# Dactylopodola cornuta
Dactylopodola cornuta är en djurart som tillhör fylumet bukhårsdjur, och. Dactylopodola cornuta ingår i släktet Dactylopodola och familjen Dactylopodolidae.

## Underarter
Arten delas in i följande underarter:
- D. c. brevis
- D. c. cornuta